# Departament d'Oberá
Oberá és un dels disset departaments en els quals es divideix la província de Misiones, a l'Argentina. Situat al sud-est, limita amb el departament San Ignacio, el departament Cainguás, el departament 25 de Mayo, el departament San Javier, el departament Leandro N. Alem, el departament Candelaria i amb la República Federativa del Brasil, separada pel riu Uruguai.
El departament té 1564 km²: el 5,2 % del total de la província.

## Origen del nom
Yerbal Viejo, primer assentament poblacional, va canviar el seu nom en memòria del famós cacic guaraní “Oberá” (el que brilla), personatge que segons la tradició, brillava pel seu coratge indòmit.
La creació del Departament, el 26 de desembre de 1956, va prendre el nom d'Oberá perquè era el de lloc amb major nombre d'habitants.

## Orografia
El relleu presenta les seves elevacions en la Sierra del Imán o Itacuará, que serveix de divisòria als rierols afluents del Yabebiry i dels quals es dirigeixen als rierols Chico Alférez i Once Vueltas.
Al nord es destaca la major altura en els anomenats cerros Chapá de 401 msnm., on s'inicia la Serra de Misiones.
L'altura disminueix cap al riu Uruguai, per exemple la localitat de Panambí (en guaraní, papallona) està a 90 msnm.

## Clima
Les condicions meteorològiques reflecteixen aquestes diferències d'altures en el Departament.
Panambí registra una temperatura mitjana de 25,7 °C al gener i de 15,2 °C al juliol, amb una precipitació mitjana anual de 1.520 mm.
Mentre que la ciutat d'Oberá a 340 msnmar, registra al gener una temperatura mitjana de 24 °C i al juliol de 14 °C, amb una precipitació mitjana anual de 1800 mm.

## Hidrografia
Entre els rierols que neixen o recorren el territori del departamental estan els que es dirigeixen cap al riu Paraná, per exemple el rierol Yabebiry (s'origina en la proximitat de la ciutat d'Oberá) i els subafluentes del seu marge dret: els rierols Grande, Soberbio y Chapá; entre els subafluentes del marge esquerre es troba el rierol Salto  que a 10 km de la ciutat d'Oberá, forma una atractiva caiguda d'aigua a l'anomenat Salto Berrondo que compta amb serveis i infraestructura turística per al visitant.

## Riqueses naturals
Fitogeogràficament el Departament queda comprès en la formació de la Selva Misionera, la línia de la qual arriba a Oberá, des d'on es dirigeix cap al riu Uruguai, i en la zona de transició amb la formació de la “Zona de Camp”.

## Població
La seva població va rebre l'aportació massiva d'immigrants, en la seva gran majoria europeus, seguits per brasilers (principalment d'origen europeu i japonès), paraguaians, àrabs, japonesos, bolivians i altres. Per aquesta característica la ciutat d'Oberá, va ser declarada Capital Nacional de l'Immigrant, `s'hi celebra el mes de setembre de cada any, la ja tradicional Festa Nacional de l'Immigrant, on les col·lectivitats mostren els seus costums ancestrals mitjançant usos socials, vestimentes, músiques, balls, menjars i begudes típiques.
La seva població és de 95.667 hab. (cens 2001 INDEC).